# شاهزاده کوماتسو آکی‌هیتو
شاهزاده کوماتسو آکی‌هیتو (به ژاپنی: 小松宮彰仁親王 こまつのみや あきひとしんのう)؛ یا شاهزاده نیناجی یوشی‌آکی به عنوان (به ژاپنی: 仁和寺宮嘉彰親王)، زاده ۱۱ فوریه ۱۸۴۶ درگذشته ۱۸ فوریهٔ ۱۹۰۳)، شاهزاده و فرمانده نظامی ژاپنی بود.